# Río Guayabero
Le río Guayabero est une rivière de Colombie et un affluent du río Guaviare, donc un sous-affluent de l'Orénoque.

## Géographie
Le río Guayabero prend sa source sur le versant est de la Cordillère Orientale, dans le parc national naturel de la Cordillera de los Picachos (département de Meta). Il coule ensuite vers le sud-est pour contourner la serranía de la Macarena puis vers l'est avant de rejoindre le río Guaviare.